# تپه باغ میرزا
تپه باغ میرزا مربوط به دوره ساسانی، قرون اولیه اسلامی است و در شهرستان دشتستان، بخش مرکزی، دهستان زیارت، روستای خوشاب واقع شده و این اثر در تاریخ ۸ بهمن ۱۳۸۵ با شمارهٔ ثبت ۱۷۱۱۹ به عنوان یکی از آثار ملی ایران به ثبت رسیده است.